# فهرست فرودگاه‌های محدوده اوتاوا
این مقاله شامل فهرست فرودگاه‌ها و بالگردگاه‌های محدودهٔ شهر اتاوا ایالت انتاریو در کشور کانادا است.
| نام فرودگاه                              | ایکائو/TC موقعیت‌یاب/یاتا | مکان              | مختصات                                                         |
| ---------------------------------------- | ------------------------ | ----------------- | -------------------------------------------------------------- |
| فرودگاه بین‌المللی مک‌دونالد-کارتیر اتاوا  | CYOW (YOW)               | اتاوا             | ۴۵°۱۹′۲۱″ شمالی ۰۷۵°۴۰′۰۹″ غربی / ۴۵٫۳۲۲۵۰°شمالی ۷۵٫۶۶۹۱۷°غربی |
| فرودگاه راک‌کلیف اتاوا                    | CYRO (YRO)               | اتاوا             | ۴۵°۲۷′۳۷″ شمالی ۰۷۵°۳۸′۴۶″ غربی / ۴۵٫۴۶۰۲۸°شمالی ۷۵٫۶۴۶۱۱°غربی |
| فرودگاه انحصاری گاتیناو-اتاوا            | CYND (YND)               | گاتینو، استان کبک | ۴۵°۳۱′۱۷″ شمالی ۰۷۵°۳۳′۵۱″ غربی / ۴۵٫۵۲۱۳۹°شمالی ۷۵٫۵۶۴۱۷°غربی |
| فرودگاه کارپ                             | CYRP (YRP)               | Carp              | ۴۵°۱۹′۲۱″ شمالی ۰۷۶°۰۱′۲۰″ غربی / ۴۵٫۳۲۲۵۰°شمالی ۷۶٫۰۲۲۲۲°غربی |
| پایگاه هوایی مانوتیک اتاوا (هوپ فیلد)    | CHF2                     | Manotick          | ۴۵°۱۱′۲۶″ شمالی ۰۷۵°۴۲′۳۱″ غربی / ۴۵٫۱۹۰۵۶°شمالی ۷۵٫۷۰۸۶۱°غربی |
| پایگاه هوایی کاسلمن/اتاوا                | CSF7                     | اتاوا             | ۴۵°۱۷′۵۹″ شمالی ۰۷۵°۱۰′۱۷″ غربی / ۴۵٫۲۹۹۷۲°شمالی ۷۵٫۱۷۱۳۹°غربی |
| فرودگاه اسمیتس فالز-مونتاگو              | CYSH (YSH)               | Smiths Falls      | ۴۴°۵۶′۴۵″ شمالی ۰۷۵°۵۶′۲۶″ غربی / ۴۴٫۹۴۵۸۳°شمالی ۷۵٫۹۴۰۵۶°غربی |
| فرودگاه آرنپریور/شهری جنوب رنفریو        | CNP3                     | Arnprior          | ۴۵°۲۴′۴۹″ شمالی ۰۷۶°۲۱′۵۷″ غربی / ۴۵٫۴۱۳۶۱°شمالی ۷۶٫۳۶۵۸۳°غربی |
| محله هوایی کارس/ریداو                    | CPL3                     | Kars              | ۴۵°۰۶′۰۰″ شمالی ۰۷۵°۳۸′۰۰″ غربی / ۴۵٫۱۰۰۰۰°شمالی ۷۵٫۶۳۳۳۳°غربی |
| پایگاه هوایی امبرون/اتاوا                | CPR2                     | Embrun            | ۴۵°۱۴′۲۸″ شمالی ۰۷۵°۱۷′۵۵″ غربی / ۴۵٫۲۴۱۱۱°شمالی ۷۵٫۲۹۸۶۱°غربی |
| فرودگاه وینچستر (تعطیل‌شده در ۱۵ مه ۲۰۱۲) | CNA8                     | Winchester        | ۴۵°۰۲′۴۴″ شمالی ۰۷۵°۱۸′۱۲″ غربی / ۴۵٫۰۴۵۵۶°شمالی ۷۵٫۳۰۳۳۳°غربی |
| فرودگاه کارلتن پلیس                      | CNR6                     | Carleton Place    | ۴۵°۰۶′۱۴″ شمالی ۰۷۶°۰۷′۲۴″ غربی / ۴۵٫۱۰۳۸۹°شمالی ۷۶٫۱۲۳۳۳°غربی |
| فرودگاه پندلتون                          | CNF3                     | Pendleton         | ۴۵°۲۹′۱۰″ شمالی ۰۷۵°۰۵′۴۶″ غربی / ۴۵٫۴۸۶۱۱°شمالی ۷۵٫۰۹۶۱۱°غربی |

## فرودگاه‌های آبی
| نام فرودگاه                       | ایکائو/TC موقعیت‌یاب/یاتا | مکان              | مختصات                                                         |
| --------------------------------- | ------------------------ | ----------------- | -------------------------------------------------------------- |
| پایگاه هوایی گاتینئا اتاوا        | CTI3                     | گاتینو، استان کبک | ۴۵°۲۷′۵۲″ شمالی ۰۷۵°۴۰′۴۸″ غربی / ۴۵٫۴۶۴۴۴°شمالی ۷۵٫۶۸۰۰۰°غربی |
| پایگاه هوایی آب‌نشین راک‌کلیف اتاوا | CTR7                     | اتاوا             | ۴۵°۲۷′۴۷″ شمالی ۰۷۵°۳۸′۴۷″ غربی / ۴۵٫۴۶۳۰۶°شمالی ۷۵٫۶۴۶۳۹°غربی |
| فرودگاه آبی دریاچه کنستانس        | CNQ5                     | Constance Lake    | ۴۵°۲۴′۱۰″ شمالی ۰۷۵°۵۸′۳۲″ غربی / ۴۵٫۴۰۲۷۸°شمالی ۷۵٫۹۷۵۵۶°غربی |
| فرودگاه آبی آرنپریور              | CNB5                     | Arnprior          | ۴۵°۲۴′۲۷″ شمالی ۰۷۶°۲۱′۳۵″ غربی / ۴۵٫۴۰۷۵۰°شمالی ۷۶٫۳۵۹۷۲°غربی |

## بالگردگاه‌ها
| نام فرودگاه                                          | ایکائو/TC موقعیت‌یاب/یاتا | مکان              | مختصات                                                         |
| ---------------------------------------------------- | ------------------------ | ----------------- | -------------------------------------------------------------- |
| Ottawa (Children's Hospital) Heliport                | CPK7                     | اتاوا             | ۴۵°۲۴′۰۴″ شمالی ۰۷۵°۳۹′۰۱″ غربی / ۴۵٫۴۰۱۱۱°شمالی ۷۵٫۶۵۰۲۸°غربی |
| Ottawa (Civic Hospital) Heliport                     | CPP7                     | اتاوا             | ۴۵°۲۳′۳۰″ شمالی ۰۷۵°۴۳′۱۴″ غربی / ۴۵٫۳۹۱۶۷°شمالی ۷۵٫۷۲۰۵۶°غربی |
| کازینو دو لاک-لامی                                   | CTA9                     | گاتینو، استان کبک | ۴۵°۲۶′۴۷″ شمالی ۰۷۵°۴۳′۳۵″ غربی / ۴۵٫۴۴۶۳۹°شمالی ۷۵٫۷۲۶۳۹°غربی |
| Ottawa/Dwyer Hill Heliport                           | CYDH                     | اتاوا             | ۴۵°۰۷′۵۰″ شمالی ۰۷۵°۵۶′۵۴″ غربی / ۴۵٫۱۳۰۵۶°شمالی ۷۵٫۹۴۸۳۳°غربی |
| Smiths Falls (Community Hospital) Heliport           | CNS9                     | Smiths Falls      | ۴۴°۵۴′۲۶″ شمالی ۰۷۶°۰۱′۳۸″ غربی / ۴۴٫۹۰۷۲۲°شمالی ۷۶٫۰۲۷۲۲°غربی |
| Carleton Place (District Memorial Hospital) Heliport | CPN7                     | Carleton Place    | ۴۵°۰۸′۳۲″ شمالی ۰۷۶°۰۸′۱۶″ غربی / ۴۵٫۱۴۲۲۲°شمالی ۷۶٫۱۳۷۷۸°غربی |